# Igueldo (heuvel)
De Igueldo (Spaans: (Monte) Igueldo, Baskisch: Igeldo, Txubillo of Hiru Txubilloak) is een heuvel aan de Spaanse kust van de Cantabrische Zee, gelegen in de stad San Sebastian. De heuvel is 181 meter hoog en ligt aan de westelijke kant van de uitgang naar zee van de baai La Concha en is zodanig een van de drie heuvels die vanuit die baai te zien zijn. De andere heuvels zijn de Urgull en het eilandje Santa Clara. Aan de westkant van de heuvel ligt de buurtschap Igueldo, officieel een wijk van de stad San Sebastian, en op de noordflank een vuurtoren, de Faro del monte Igueldo. Bovenop de heuvel ligt het attractiepark Igueldo, waarvan het grootste deel van de attracties nog uit het begin van de 20e eeuw stamt. Het attractiepark is te bereiken met de Funicular de Igueldo.